# Qaraburc
Qaraburc è un comune dell'Azerbaigian situato nel distretto di Şərur.